# Burzim Xá
Burzim Xá (Burzin Xah), ou Barzane Já (Barzan Jah) em sua forma arabizada, foi nobre sassânida de origem parta da Casa de Carano.

## Vida

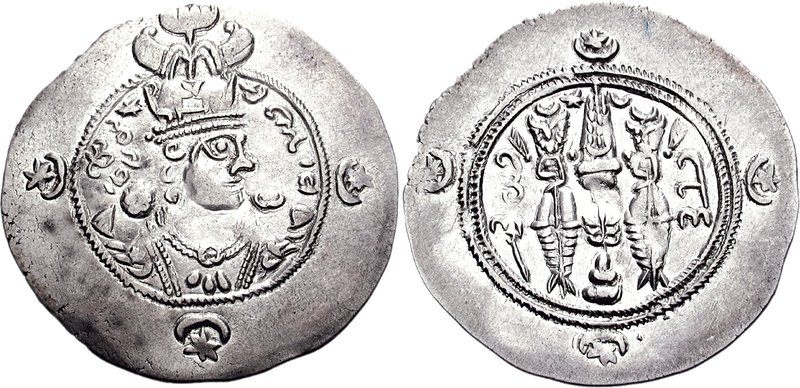
Dracma de r.

Descendente de Sucra, era governador de Nixapur no reinado de Isdigerdes III (r. 632–651). Para fortalecer a enfraquecida Casa de Carano e reclamar o território carânida perdido, junto com outro carânida chamado Sauar (ou Asuar), resiste ao general árabe Abedalá ibne Amir e tenta reclamar o território da família Canaranguiã. Porém, Abedalá, com a ajuda do canaranges Canara, invadiu Nixapur e derrotou os dois rebeldes. Abedalá então recompensou Canara com o controle de Nixapur. Não se sabe se Burzim foi morto.